# Carlos Luis de Cuenca
Carlos Luis de Cuenca y Velasco (Madrid, 8 de enero de 1849-Ávila, 2 de septiembre de 1927) fue un periodista, escritor, poeta y dramaturgo español, que usó los pseudónimos «Luis de Charles», «Fulano de Tal» y «Mefistófeles».

## Biografía
Nacido en Madrid el 8 de enero de 1849, estudió Derecho en la Universidad Central.  Fue jefe del cuerpo jurídico del Ejército y trabajó como periodista en La Ilustración Española y Americana, La Correspondencia Militar, Revista Popular, ABC, Heraldo de Madrid, El Debate o Blanco y Negro. Fue además director de La Ilustración de la Infancia.
Hizo uso de los pseudónimos «Luis de Charles», «Fulano de Tal» y «Mefistófeles».
Entre sus piezas de teatro se encuentran Fama inmortal, La herencia de un rey, Entregar la carta, Franceses y prusianos, Mambrú, La divina zarzuela, De Madrid a la luna, Un nudo morrocotudo, La tarjeta de Canuto, Lysistrata o Cristóbal Colón.
Falleció en Ávila, el 2 de septiembre de 1927.
Tras su muerte fue enterrado en el cementerio de la ciudad, en un panteón familiar. Es bisabuelo de Luis Alberto de Cuenca.